# Симонов, Александр Васильевич
Александр Васильевич Симонов (23.11(4.12)1903, п. Кача Оренбургской губернии — 1967, Калинин) — советский партийный и государственный деятель. Депутат Верховного Совета СССР II созыва (1946).

## Биография
В 1922—1923 годах служил в органах ЧК-ГПУ (Башкирия).
С 1925 года, по окончании Уфимской школы партийного и советского строительства, — на партийной работе в Башкирской АССР.
В 1930—1937 годах первый секретарь ряда райкомов в Башкирской АССР. В 1938—1942 годах — зам. председателя СНК Башкирии, 3-й секретарь Башкирского обкома ВКП(б). Депутат Верховного Совета БАССР первого созыва (избран от Байкибашевского округа, Байкибашевский район) (1938).
С октября 1942 по ноябрь 1944 года — 2-й секретарь Калининского обкома; руководил восстановлением местной промышленности и коммунального хозяйства области. С 27 ноября 1944 по 27 декабря 1948 года — председатель Калининского облисполкома. С 1946 года — депутат Верховного Совета СССР (был избран по 160-му Лихославльскому избирательному округу). В 1948 году окончил Высшую партийную школу при ЦК ВКП(б).
С марта 1949 по февраль 1952 года — председатель Калужского облисполкома; в 1952—1956 — на разных должностях в Костромской области. В 1956—1960 годы работал начальником Калининского областного управления автомобильного транспорта и шоссейных дорог; в мае 1960 года вышел на пенсию.

## Награды
- Орден Отечественной войны I степени (1.2.1945).